# Shuyak Island
Shuyak Island ist eine Insel im nördlichen Teil des Kodiak-Archipels in Alaska in den Vereinigten Staaten. Die etwas südlichere Nachbarinsel Afognak Island ist durch die Shuyak-Strait von Shuyak getrennt. Der sogenannte Stevenson Entrance zum Cook Inlet trennt Shuyak von den Barren Islands, die etwas nördlicher liegen. Die Insel ist 168,3 km² groß. Auf ihr leben 4 Personen (Stand 2000). Alaskas Shuyak Island State Park umfasst den Großteil der Insel. Viele Touristen kommen zum Fischen und Jagen nach Shuyak.